# David Lindvall
Bo David Tobias Lindvall, född 21 oktober 1994 i Västerleds församling i Stockholm, är en svensk politiker (socialdemokrat), som var riksdagsledamot (tjänstgörande ersättare för Hanna Westerén) 9 oktober 2017 – 15 juli 2018 för Gotlands läns valkrets.
I riksdagen var han extra suppleant i EU-nämnden och näringsutskottet.